# 2004年夏季残疾人奥林匹克运动会挪威代表团
2004年夏季残疾人奥林匹克运动会挪威代表团是挪威派出的2004年夏季残疾人奥林匹克运动会代表团。获得3枚金牌、1枚银牌和1枚铜牌。